# 同昌郡
同昌郡，中国古代的郡。
隋朝大业三年（607年），改扶州为同昌郡，治所在同昌县（今四川省九寨沟县），下辖九县：尚安县、钳川县、同昌县、帖夷县、嘉诚县、金崖县、封德县、常芬县、丹邻县。唐朝武德元年（618年），恢复州制，改同昌郡为扶州，天宝元年（742年），再改扶州为同昌郡，乾元元年（758年），恢复州制，改同昌郡为扶州。